# Харківська агломерація
Агломерація з центром у місті Харків. Головні чинники створення і існування агломерації: важливий транспортний, науковий центр, близькість центрів гірничої, металургійної промисловості, машинобудівна промисловість.
Харківський міжнародний аеропорт. Сайт citypopulation.de оцінює населення агломерації у 1600 тис. осіб (382 місце у світі).
Складається
- з міст: Харків, Чугуїв, Люботин.
- з районів: Харківський район, Чугуївський район, Богодухівський район.

Приблизна статистика:
- Чисельність населення — 2 157,5 тис. осіб.
- Площа — 11 847 км².
- Густота населення — 182,1 осіб/км².

Населені пункти, що увійшли до складу агломерації в основному були історичними містами, більшість з яких отримала статус міста ще XVII ст. й в радянській час були центрами сільських районів, транспортними центрами й відносилися до категорії малих міст.
Харківська агломерація — яскравий приклад моноцентричної міської агломерації.